# Ујка Бак
Ујка Бак (енгл. Uncle Buck) је америчка филмска комедија из 1989. године режисера и сценаристе Џона Хјуза који је уједно и продуцент филма заједно са Томом Џејкобсоном. Музику је компоновао Ајра Њуборн.
Насловну улогу тумачи Џон Кенди као лењи ујка Бак, док су у осталим улогама Џин Луиса Кели, Маколи Калкин, Гејби Хофман, Герет М. Браун, Елани Бромка и Ејми Медиган. Светска премијера филма је била одржана 16. августа 1989. у Сједињеним Америчким Државама.
Буџет филма је износио 15 000 000 долара, а зарада од филма је износила 79 200 000 долара.

## Радња
Класична, породична комедија у којој Џон Кенди игра лењог, аљкавог нежењу, пушача, који је приморан да чува децу свог брата, пошто нису могли да пронађу бејбиситера. Док покушавају да се навикну једни на друге настају велики проблеми.

## Улоге
| Глумац         | Улога            |
| -------------- | ---------------- |
| Џон Кенди      | Бак Расел        |
| Џин Луиса Кели | Тиа Расел        |
| Маколи Калкин  | Мајлс Расел      |
| Гејби Хофман   | Мејзи Расел      |
| Герет М. Браун | Боб Расел        |
| Елани Бромка   | Синди Расел      |
| Ејми Медиган   | Шанис Коболовски |
| Мајк Стар      | Кловн Путер      |